# Coreto de Alegrete
O Coreto de Alegrete localiza-se na freguesia de Alegrete, Município de Portalegre, no distrito de mesmo nome, em Portugal.

## História
Foi erguido no Largo da Praça no inicio do século XX, com a função permitir a atuação de bandas de música ao ar livre.

## Características
Apresenta planta octogonal, constituída por uma plataforma e incluindo no seu interior instalações sanitárias.
Esta plataforma é rodeada por uma armação de ferro forjado, com oito colunas que suportam a cobertura em forma de cúpula, também octogonal, rematada com uma arpa de ferro forjado.